# 242-й гвардейский мотострелковый полк
242-й гвардейский мотострелковый Залещицкий ордена Ленина, Краснознамённый, орденов Суворова, Кутузова и Богдана Хмельницкого полк — соединение (часть) (моторизованнаый стрелковый полк (бригада)) пехоты РККА ВС СССР, во время Великой Отечественной войны 20-я гв.(3-я)механизированная бригада 8-го гв.(3-го) мехкорпуса 1-й гв. ТА. После войны — 242-й гв. мсп в составе 20-й гв. мсд 1-й гв. ТА 8-й гв. А ГСВГ, c 1993 года- СКВО. С 2009 года линейный батальон 20-й гвардейской отдельной мотострелковой бригады.

## История
Бригада (полк) имели наименование:

### Формирование
3-й механизированный корпус сформирован в городе Калинине
в сентябре- октябре 1942 года, как 3-й механизированный корпус. В составе 1-й, 3-й, 10-й механизированных, 1-й гвардейской и 49-й танковой бригад и ряда частей. Корпус вошёл в состав 22-й А Калининского фронта.
242-й гвардейский мотострелковый полк был сформирован в апреле 1942 года в Калинине, как 3-я мотострелковая бригада. В апреле—августе 1942 года она являлась частью 3-го танкового корпуса, а в сентябре была переформирована в 3-ю механизированную бригаду и включена в 3-й механизированный корпус.
Состав бригады:
- Управление бригады
- 16-й танковый полк[3]
- 1-й мотострелковый батальон
- 2-й мотострелковый батальон
- 3-й мотострелковый батальон
- Артиллерийский дивизион
- Зенитный артиллерийский дивизион (Зенитно-пулемётная рота)
- Инженерно-минная рота
- Автотранспортная рота
- Разведывательная рота
- Санитарный взвод

### Боевой путь
Приказом НКО № 306 от 23 октября 1943 г. 3-я механизированная бригада была преобразована в 20-ю гвардейскую механизированную бригаду.. Приказом НКО № 306 от 23 октября 1943 г. 16-й тп 3-й мбр преобразован в 68-й гвардейский танковый полк
До ноября 1943 года бригада в составе корпуса находилась в Резерве Верховного Главнокомандования, затем направлена на 1-й Украинский фронт, на котором воевала до сентября 1944 года, после чего выведена в резерв, где находилась в октябре-ноябре. С декабря 1944 года и до окончания войны — на 1-м Белорусском фронте.
Указом Президиума ВС от 23.10.1943 года за образцовое выполнение боевых заданий командования на фронте борьбы с немецкими захватчиками и проявленные при этом доблесть и мужество бригада награждена Орденом Красного Знамени.
Принимала участие в боях 1-й танковой армии. 3 апреля 1944 года получила почётное название «Залещицкой» за взятие города Залещики Тернопольской области..
За образцовое выполнение боевых заданий командования при овладении 22 января 1945 г. Гнезен (Гнезно) бригада была награждена орденом Суворова 2-й степени
(19 февр. 1945). В Восточно-Померанской операции бригада успешно наступала в направлении Бельгард (Бялоград), Кольберг (Колобжег). За смелые и решительные действия в этой операции и овладение г. Керлин (Карлино) награждена орденом Кутузова 2-й степени (26 апр. 1945).

### Послевоенный период
Во второй половине 1945 года 8-й гвардейский механизированный корпус был переформирован в 8-ю гвардейскую механизированную дивизию 1-й гвардейской механизированной армии Группы советских оккупационных войск в Германии.,
В 1946 году дивизия была скадрована в 8-й гвардейский отдельный кадровый механизированный полк.
В 1949 году была вновь развёрнута 8-я гвардейская механизированная дивизия.
В 1957 году 8-я гвардейская механизированная дивизия была переформирована в 20-ю гвардейскую мотострелковую Прикарпатско-Берлинскую дивизию, а её 20-й гвардейский механизированный полк в 242-й гвардейский мотострелковый полк. Постоянный пункт дислокации Вурцен ГСВГ.
С 1957 по 1964 год входил в состав 20-й гв. мсд 18-й гвардейской общевойсковой армии (Форст Цинна), затем в состав 8-й гв. А (Веймар) (Нора) и в 1983 дивизия была передана в состав 1-й гвардейской танковой армии (Дрезден). В 1992 году дивизия передана в непосредственное подчинение ЗГВ для организации работ по ликвидации гарнизонов и учебных центров выводимой 1 гв. ТА. До вывода из ЗГВ — войсковая часть полевая почта 58973, позывной — «Бундовец».

### Операция «Дунай»
В период с 13 мая по 5 ноября 1968 года полк в составе дивизии участвовал в операции «Дунай» и выполнял ответственное правительственное задание по ликвидации контрреволюции в ЧССР. На период операции «Дунай» 20-я гв. мсд вошла в оперативное подчинение 1-й гв. ТА.
В мае 1968 года полк был поднят по тревоге и под видом учений выведен в район, находившийся примерно в 200 км от пункта постоянной дислокации. Подразделения были рассредоточены в лесу в 15 км от границы с Чехословакией и в течение трёх месяцев занимались боевой подготовкой, кроме стрельбы и вождения (из-за отсутствия стрельбища и танкодрома).
Начиная с июля офицеры ежедневно по 3-4 часа под руководством командира полка и командиров батальонов отрабатывали на макете местности длиной 150 м порядок взаимодействия по маршруту выдвижения, спланированному для 242-го гв. мсп. Соблюдалась строжайшая маскировка.
20 августа 1968 года дивизия получила задачу на переход государственной границы ГДР с ЧССР. Выдвижение 242-го гв. мсп осуществлялось по одному маршруту. Построение колонны — походно-боевое: разведывательный взвод полка на БРДМ и плавающих танках ПТ-76, головная походная застава (командир старший лейтенант Эдуард Воробьёв), далее следовал авангард — мотострелковый батальон, усиленный танковой ротой.
Полк успешно прошёл всю Чехословакию, вышел к границе с ФРГ и приступил к занятию обороны, закрывая Домажлицкий проход на случай, если из Праги вдруг обратятся за военной помощью в Бонн.
Успешно выполнив все поставленные задачи, полк 6 ноября 1968 года вернулся в пункт постоянной дислокации Вурцен.
Приказом Министра обороны СССР от 17-го октября 1968 года № 242 за образцовое выполнение задания командования и интернационального долга по оказанию помощи трудящимся Чехословакии в борьбе с контрреволюционными элементами и проявленные при этом отвагу и мужество всему личному составу полка, участникам операции «Дунай»
объявлена благодарность.
Накануне вывода войск из Германии
полк имел в своём составе:
30 Т-80; 142 БМП (59 БМП-2, 84 БМП-1, 7 БРМ-1К), 7 БТР-70; 18-2С3 «Акация», 18 — 2С12 «Сани»;
9 БМП-1КШ, 3 ПРП-3,4, 2 РХМ; 3 БРЭМ-2, 2 ПУ-12, 7 МТ-ЛБТ, МТ — 55 А

### Передислокация в Россию
В 1993 году полк в составе дивизии был передислоцирован в город Волгоград (Красные казармы), а уже оттуда — в город Камышин. Вошли в состав 8-го гвардейского армейского ордена Ленина корпуса Краснознамённого Северо-Кавказского военного округа.

### Участие в боевых действиях на Северном Кавказе
Личный состав полка в составе сводного отряда 20-й гв. мсд с декабря 1994 года по февраль 1995 года принимал активное участие в первой чеченской войне в штурме Грозного (Группа «Северо-Восток» генерал-лейтенанта Л. Я. Рохлина
31 декабря 1994 года сводный отряд дивизии (исх. район Толстой-Юрт, Горячеисточнинское, Петропавловская, Виноградное)совместно с 131-й омсбр и 81-м гв. мсп 276-м мсп 34-й мсд УрВОвошли в Грозный.
13 января 1995 года части дивизии участвовали в штурме здания Совета Министров. 16 января здание Совмина было полностью взято.
5 февраля дивизия заняла площадь Минутка.
11 февраля 1995 года после взятия основных опорных пунктов боевиков в Грозном дивизия была выведена из боёв и начала переброску своих подразделений в Волгоград.
В конце февраля 1995 года дивизия была полностью выведена из Чечни.

### Переформирование
В 2009 году на базе 20-й гв. мсд создана 20-я гвардейская мотострелковая Прикарпатско-Берлинская Краснознамённая ордена Суворова бригада, ЮВО, с местом дислокации Волгоград. 242-й гв. мсп обращён на укомплектование линейного батальона бригады.
В целях увековечивания боевой славы 8-го гвардейского мехкорпуса бригаде переданы его почётные наименования, звание и регалии.

### Возрождение
В 2024 году полк был восстановлен с пунктом постоянной дислокации в г. Волгоград (в/ч 46317).

## Награды и наименования
- «Гвардейский» — 23 октября 1943 года. Приказ Народного комиссара обороны № 306.
- Почётное наименование «Залещицкая» — За освобождение города Залещики Тернопольской области 3 апреля 1944 года. Приказ Верховного Главнокомандующего № 078 от 3 апреля 1944 года.
- Орден Красного Знамени — За образцовое выполнение боевых заданий командования на фронте борьбы с немецкими захватчиками и проявленные при этом доблесть и мужество. Указ Президиума Верховного Совета СССР от 23 октября 1943 года.
- Орден Ленина — За образцовое выполнение заданий командования в боях с немецкими захватчиками в предгорьях Карпат, выход на нашу юго-западную государственную границу и проявленные при этом доблесть и мужество. Указ Президиума Верховного Совета СССР от 18 апреля 1944 года.
- Орден Богдана Хмельницкого II степени — За образцовое выполнение заданий командования в боях с немецкими захватчиками, за овладение городами Перемышль и Ярослав и проявленные при этом доблесть и мужество. Указ Президиума Верховного Совета СССР от 10 августа 1944 года.
- Орден Суворова II степени — За образцовое выполнение заданий командования в боях с немецкими захватчиками, за овладение городом Гнезен (Гнезно) и проявленные при этом доблесть и мужество. Указ Президиума Верховного Совета СССР от 19 февраля 1945 года.
- Орден Кутузова II степени — За образцовое выполнение заданий командования в боях с немецкими захватчиками при прорыве обороны немцев восточнее города Штаргард и овладении городами Бервальде, Темпельбург, Фалькенбург, Драмбург, Вангерин, Лабес, Фрайенвальде, Шифельбайн, Регенвальде, Керлин и проявленные при этом доблесть и мужество. Указ Президиума Верховного Совета СССР от 26 апреля 1945 года.

## Командование

### В период войны
Командиры бригады
- полковник Радзивилко Семён Васильевич. (1899 - 20.08.1942 Умер после ранения), (апр.- авг. 1942)
- Полковник А. Х. Бабаджанян (1942—1944),
- Полковник Н. В. Богомолов (1944, затем повторно в 1945),
- Полковник С. Л. Гонтарев (1944),
- Полковник Анфимов Алексей Игнатьевич (1944—1945)

Заместители по политчасти
- подполковник Эдельмеш Иосиф Фёдорович январь — июль 1943

Начальники штаба
- майор Богомолов Николай Васильевич [с 04.09.1943 по 30.10.1943]

Заместитители по технической части
- инженер-майор Е. X. Горбунов

### Командование после войны
Командиры полка
- 1963—1969 гвардии подполковник Григорьев, Сергей Иванович (Герой Советского Союза)
- 65-68гг командир полка-гвардии полковник Шишов.
- Гвардии майор, подполковник Агарков
- гвардии полковник Ростовщиков
- 1983—1985 г.г. гвардии подполковник Чащегоров С. А.
- 1986 г. гвардии подполковник Бурак
- 1987—1989 г.г. гвардии подполковник Воробьёв С. Ю.
- 1989—1992 г.г. — гв. п/п-к Алёхинцев А. Н.
- до 1993 г. -гвардии полковник Лавров
- с 1993 г. - 1995 г. -гвардии полковник Медведев
- с 2008 г. - гвардии подполковник Мурадов, Рустам Усманович, Герой Российской Федерации

Заместители командира полка
- 1983—1985 гвардии майор Тасоев
- гвардии майор Бибиков В. Н.
- гвардии подполковник Фаюстов
- до 1993 г. — гвардии подполковник Шумилов
- 2005-2007 гв. подполковник Болдырев, Андрей Владимирович
- 1996 - Подполковник Карооглонян

Заместители командира полка по политической части
- гвардии подполковник Воротников

Начальники штаба полка
- 1965-1966 Герой Советского Союза подполковник Корнилаев, Анатолий Николаевич
- гвардии подполковник Заборовский А. С.
- 1986—1991 — гвардии подполковник Акрамов, Наби Махмаджанович Герой Советского Союза
- 1991—1993 г. — подполковник Медведев
- 1993- 1994 или 1995 - Подполковник Владимир Драговцев

Начальники связи
1994 майор Романов

1995 майор Сикстель

## Отличившиеся воины
В 242 гв МСП в 1970 году начинал офицерскую службу лейтенант РОХЛИН Лев Яковлевич. Будущий генерал-лейтенант, командир 8 АК, депутат Государственной Думы РФ.
Герои Советского Союза
- гв. полковник Бабаджанян, Амазасп Хачатурович, командир 20-й гв. мбр — 26.04.1944
- гв. капитан Осипов, Семён Дмитриевич, командир 3-го мотострелкового батальона 20-й гв.мбр — 26.04.1944
- гв. лейтенант Устименко, Степан Яковлевич, командир 3-й отдельной разведывательной роты 20-й гв.мбр — 26.04.1944
- гв. сержант Гизатуллин, Минулла Сунгатович, командир отделения 2-го мотострелкового батальона 20-й гв. мбр — 23.09.1944
- гв. мл.мейтенант Календюк, Иван Хрисанфович, командир взвода 3-й отдельной разведывательной роты 20-й гв. мбр — 26.04.1944
- гв. ст. сержант Кочеров, Василий Григорьевич, помощник командира взвода отдельной разведывательной роты 20-я гв. мбр — 26.04.1944
- гв. мл.лейтенант Синицын, Александр Павлович, командир взвода бронетранспортёров отд.развед.роты 20-й гв.мбр — 26.04.1944
- гв. ст.сержант Кротов, Михаил Иванович, механик-водитель танка 68-го гв. танкового полка 20-й гв. мбр — 26.04.1944
- гв. ст.лейтенант Лапенков, Иван Адамович, заместитель командира мотострелкового батальона 20-й гв. мбр — 23.09.1944
- гв. рядовой Пигорев Николай Григорьевич, автоматчик 3-й отдельной разведывательной роты 20-й гв.мбр — 26.04.1944. Имя Героя навечно занесено в списки 242 гв. мсп 20-й гв. мсд
- гв. ст.сержант Нестеров, Сергей Егорович, командир бронетранспортёра отдельной разведывательной роты 20-й гв.мбр — 23.09.1944

Геройская рота